# Stormästarens palats, Valletta
Stormästarens palats (maltesiska: Il-Palazz tal-Granmastru, engelska: The Grandmaster's Palace) är ett palats beläget i Maltas huvudstad Valletta, uppfört mellan 1500- och 1700-talen. Palatset tjänade som residens för stormästaren i Johanniterorden under den tid då orden styrde maltesiska öarna från år 1530 till 1798. När Napoleons trupper erövrade Malta från Johanniterorden 1798 blev byggnaden känd som Nationalpalatset. År 1800, då britterna tog Malta från fransmännen, blev palatset guvernörens residens (maltesiska: Palazz tal-Gvernatur, engelska: The Governor's Palace).
Under den brittiska perioden fungerade Stormästarens palats, eller Guvernörens palats, även som den officiella kungliga residensen när olika guvernörer representerade monarkin och regenten. De brittiska monarkerna bodde ofta i palatset vid sina officiella besök på Malta.
Numera är Stormästarens palats det officiella residenset för Maltas president samt ett museum. Byggnaden var också säte för det maltesiska parlamentet från 1921 till 2015. I museidelen, som förvaltas av Heritage Malta, kan besökare utforska palatsets representationsrum och dess vapensamling. Palatset har genomgått en omfattande restaurering till en kostnad av 40 miljoner euro, delvis finansierad av Europeiska unionen, och återöppnades för allmänheten den 12 januari 2024.

## Historia och arkitektur

### Innan byggarbetena
När Johanniterorden grundade staden Valletta år 1566 var den ursprungliga planen att bygga Stormästarens palats på en höjd i den södra delen av staden. Den planerade platsen ändrades dock senare till en tomt där det redan fanns några byggnader, bland annat ett hus uppfört år 1569 av riddaren Eustachio del Monte, samt aubergen tillhörande Johanniterordens italienska grupp, byggd omkring 1571. Båda byggnaderna hade ritats av den maltesiske arkitekten Girolamo Cassar.

### Byggandet av palatset
År 1571 flyttade stormästaren Pierre de Monte Johanniterordens högkvarter till Valletta. De Monte bodde då i sin brorsons, Eustachio de Montes, hus. Ordens råd beslutade att köpa huset av brorsonen, och byggnaden började omvandlas till ett palats för stormästaren år 1574. De Monte hann aldrig se palatset färdigställt, då han avled under byggarbetets gång. Hans efterträdare blev Jean de la Cassière. Den tidigare nämnda italienska språkgruppen i orden flyttade in i ett nytt palats år 1579, och deras tidigare auberge införlivades med det nya Stormästarens palats. Palatset i Valletta färdigställdes i manieristisk stil enligt Glormo Cassars ritningar.

### Förändringar under ordens tid
Senare modifierade olika stormästare palatset, vilket gav det dess nuvarande barockstil. År 1724 målade Nicolau Nasoni palatsets huvudentrés innertak med imponerande fresker under António Manoel de Vilhenas tid som stormästare. På 1740-talet genomförde stormästare Manuel Pinto da Fonseca omfattande förändringar, vilket gav byggnaden dess nuvarande yttre. Bland dessa ändringar fanns dekorationer av fasaden, tillkomsten av en andra huvudentré samt byggandet av ett klocktorn på den andra innergården.

### Den brittiska perioden
När britterna erövrade Malta från fransmännen år 1800 blev Stormästarens palats omvandlat till Guvernörens palats. Under den brittiska protektoratperioden gjordes palatsets kök om till ett anglikanskt kapell. Ett optiskt telegrafsystem installerades i palatsets klocktorn på 1840-talet. Under andra världskriget skadades byggnaden av bombningar.
Maltas parlament sammanträdde i palatsets gobelängsal från 1921 till 1976. Därefter flyttade parlamentet till ett före detta vapenförråd. Det nya parlamentshuset i Valletta stod klart 2015, och parlamentet höll sitt första möte där den 4 maj 2015.

### Maltas självständighetstid
Efter Maltas självständighet år 1964 blev Stormästarens palats residens för generalguvernören. År 1974 blev Maltas statschef för första gången en president, och palatset omvandlades till presidentens kansli. Numera fungerar palatset även som museum.

## Skyddstatus
Stormästarens palats lades år 1925 till i förteckningen över Maltas fornminnen. Numera är palatset klassat som ett nationellt monument i skyddskategori 1 på listan över det nationella kulturarvet på de maltesiska öarna.

## Bilder

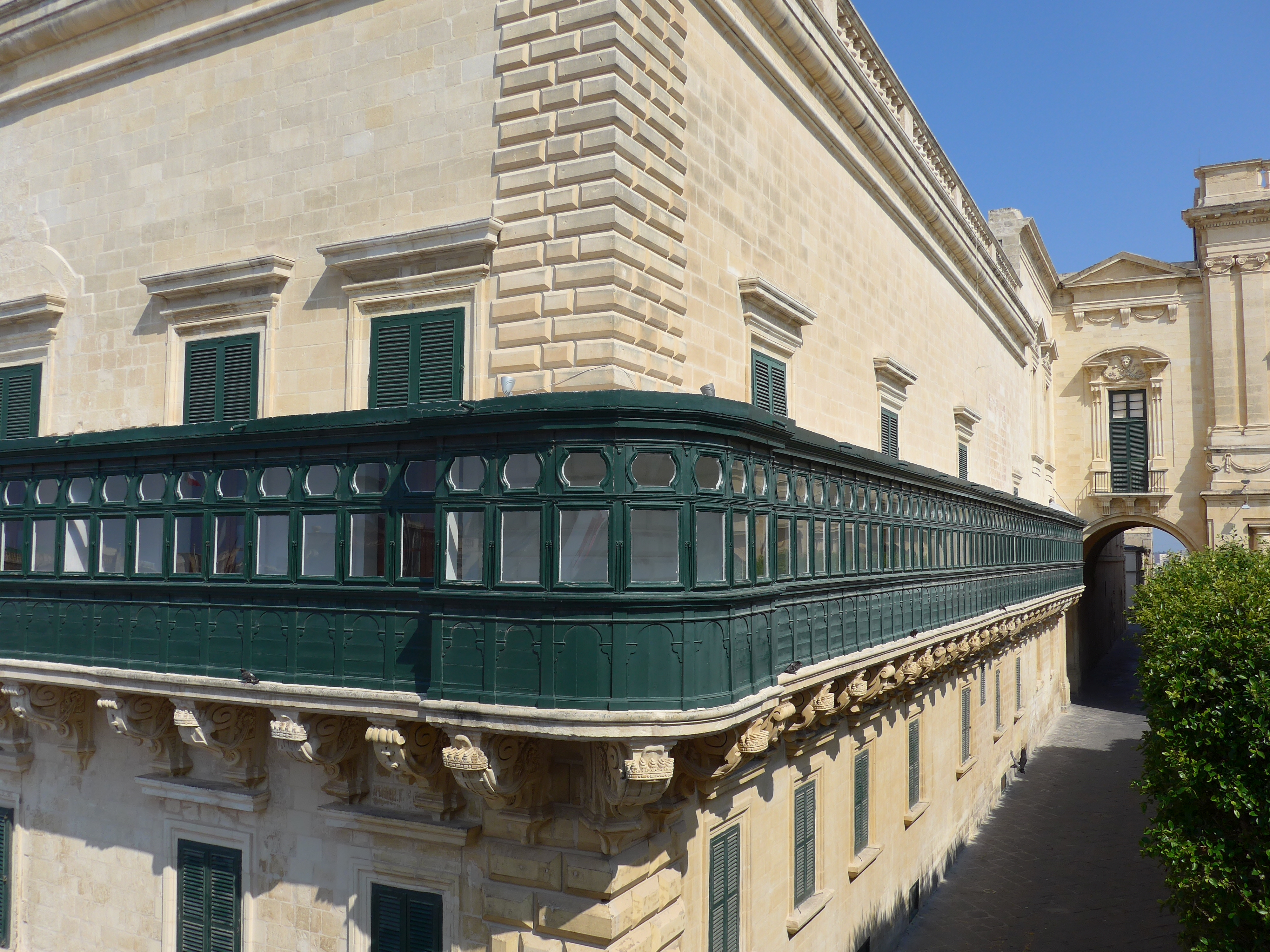
Palatsets balkong.
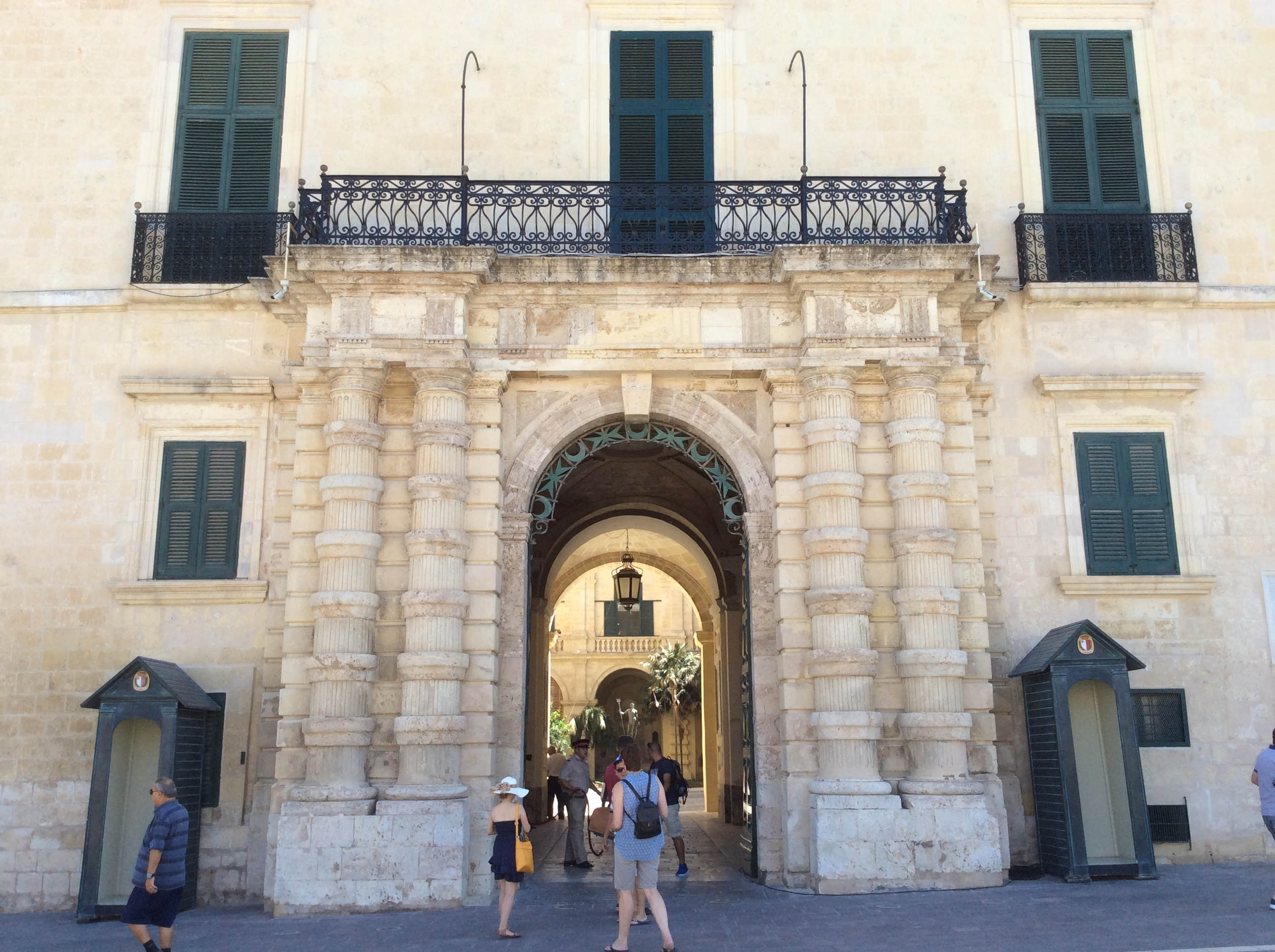
Huvudentrén.
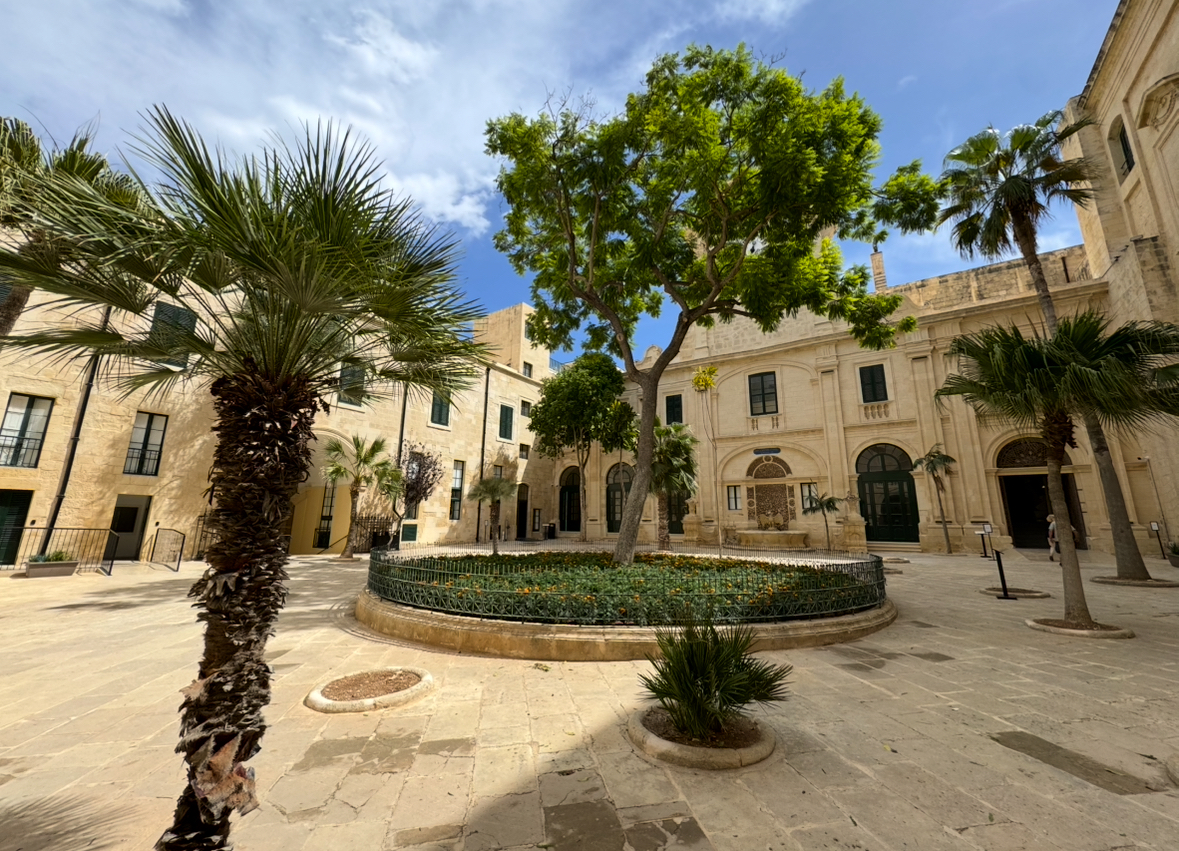
Innergården.
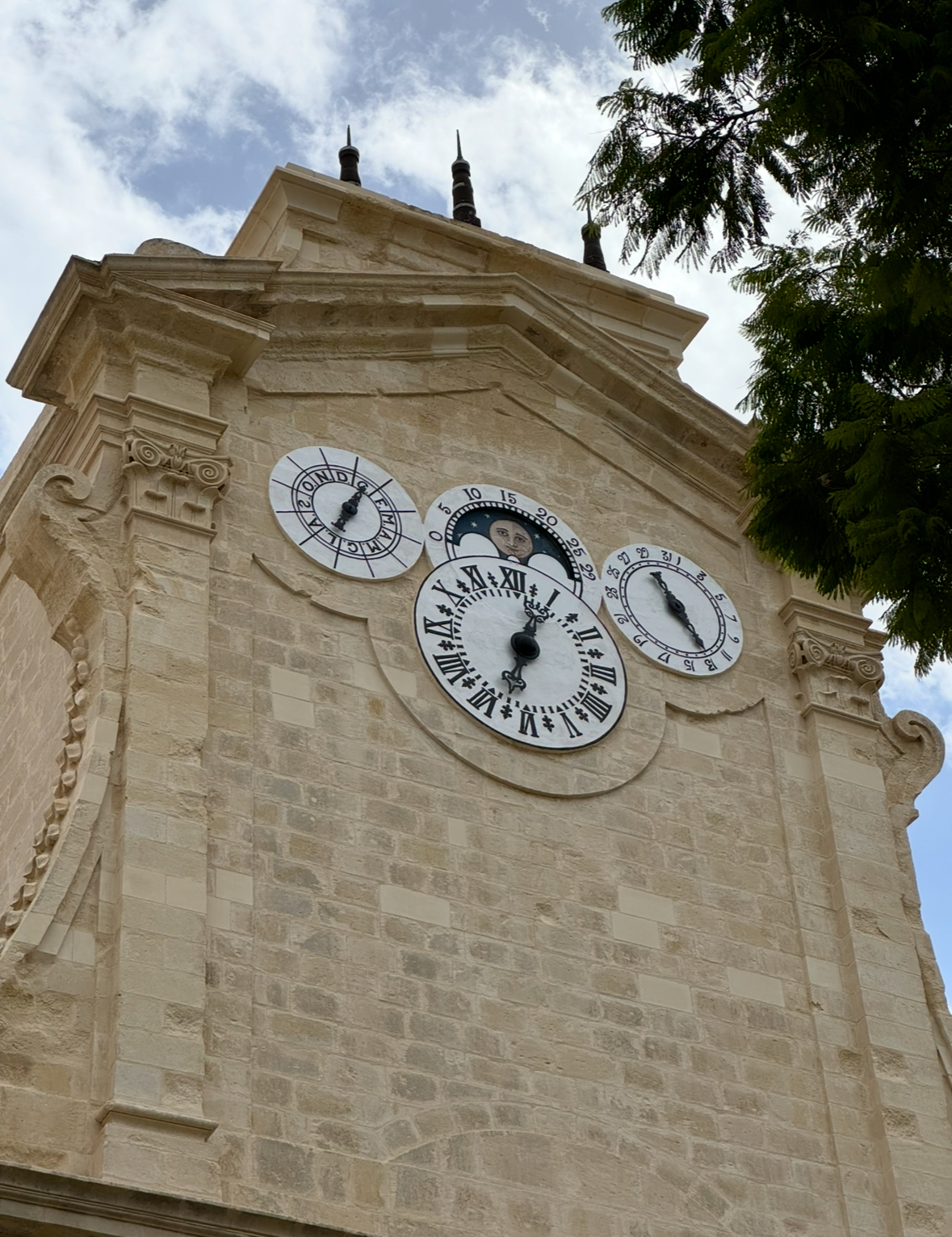
Klocktornet på gården.
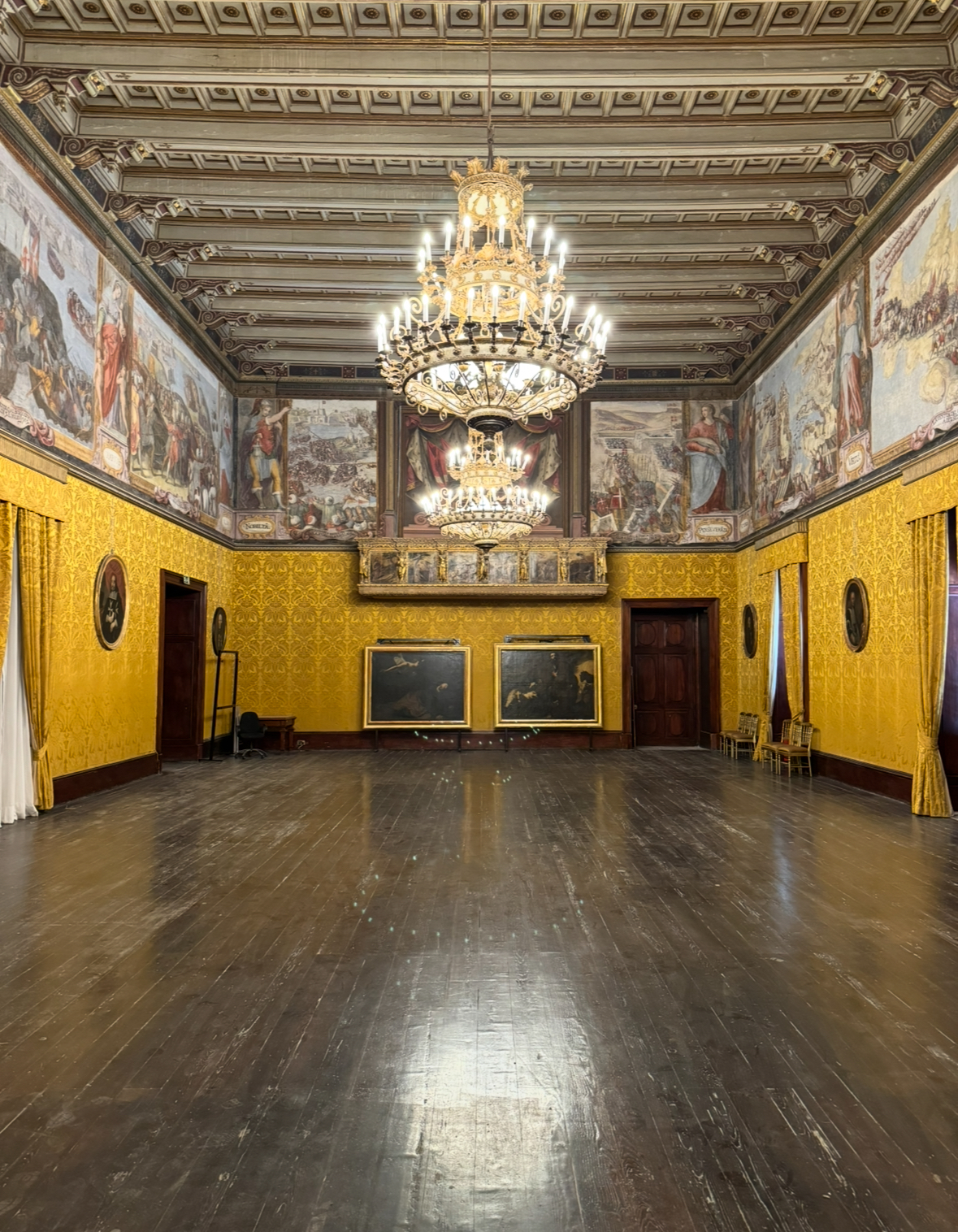
En av salarna i palatset.
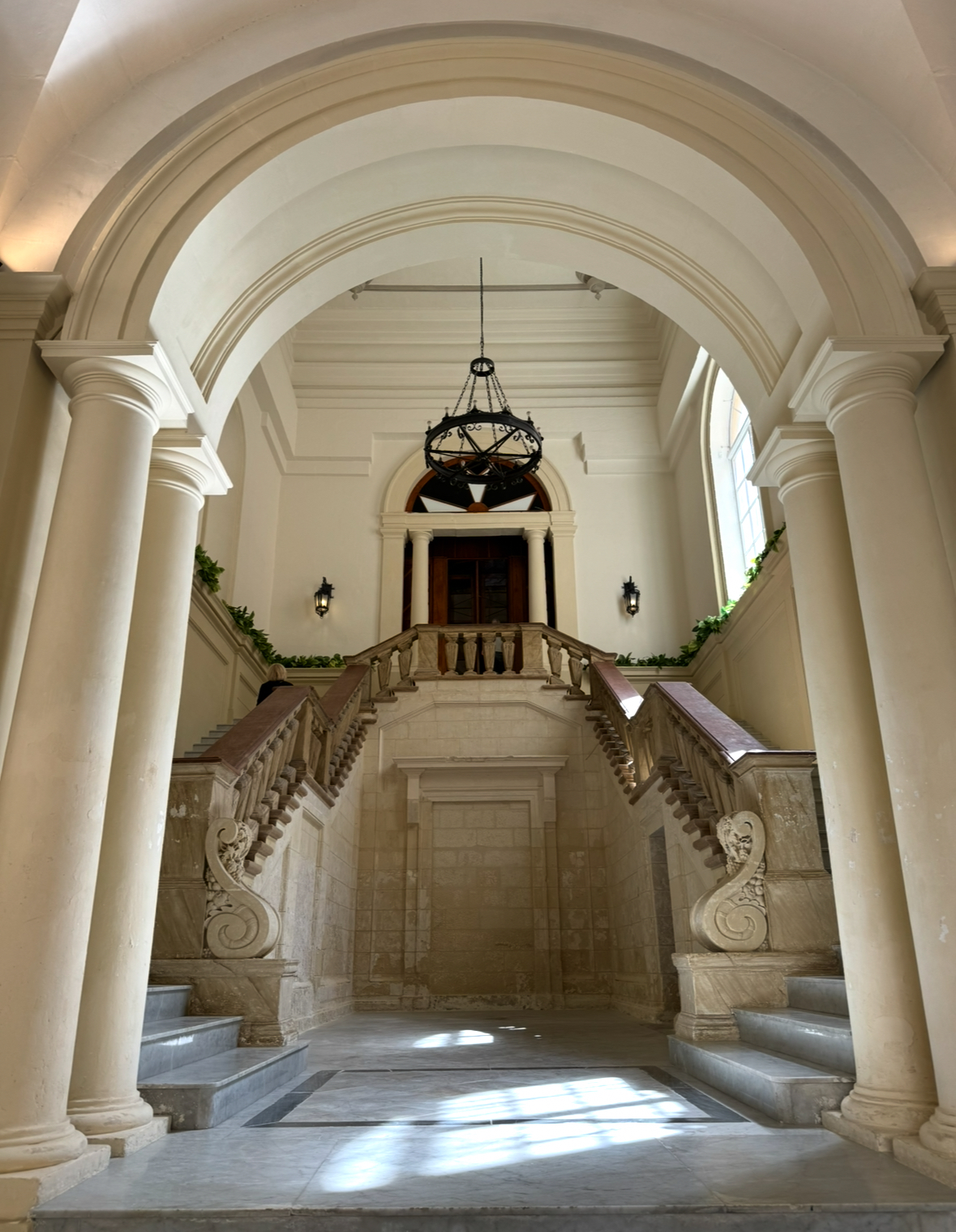
Trappuppgången.
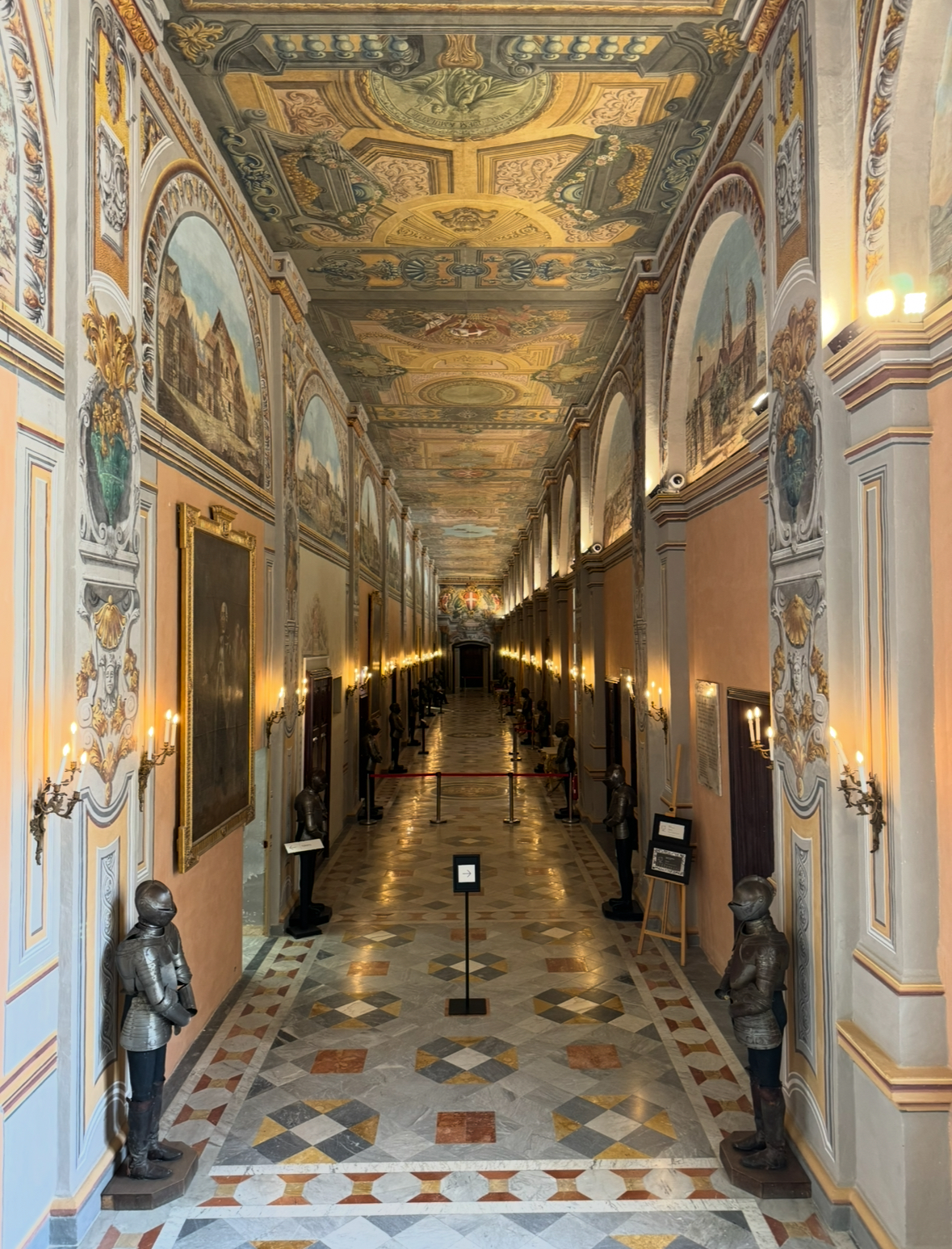
Korridoren i palatset.
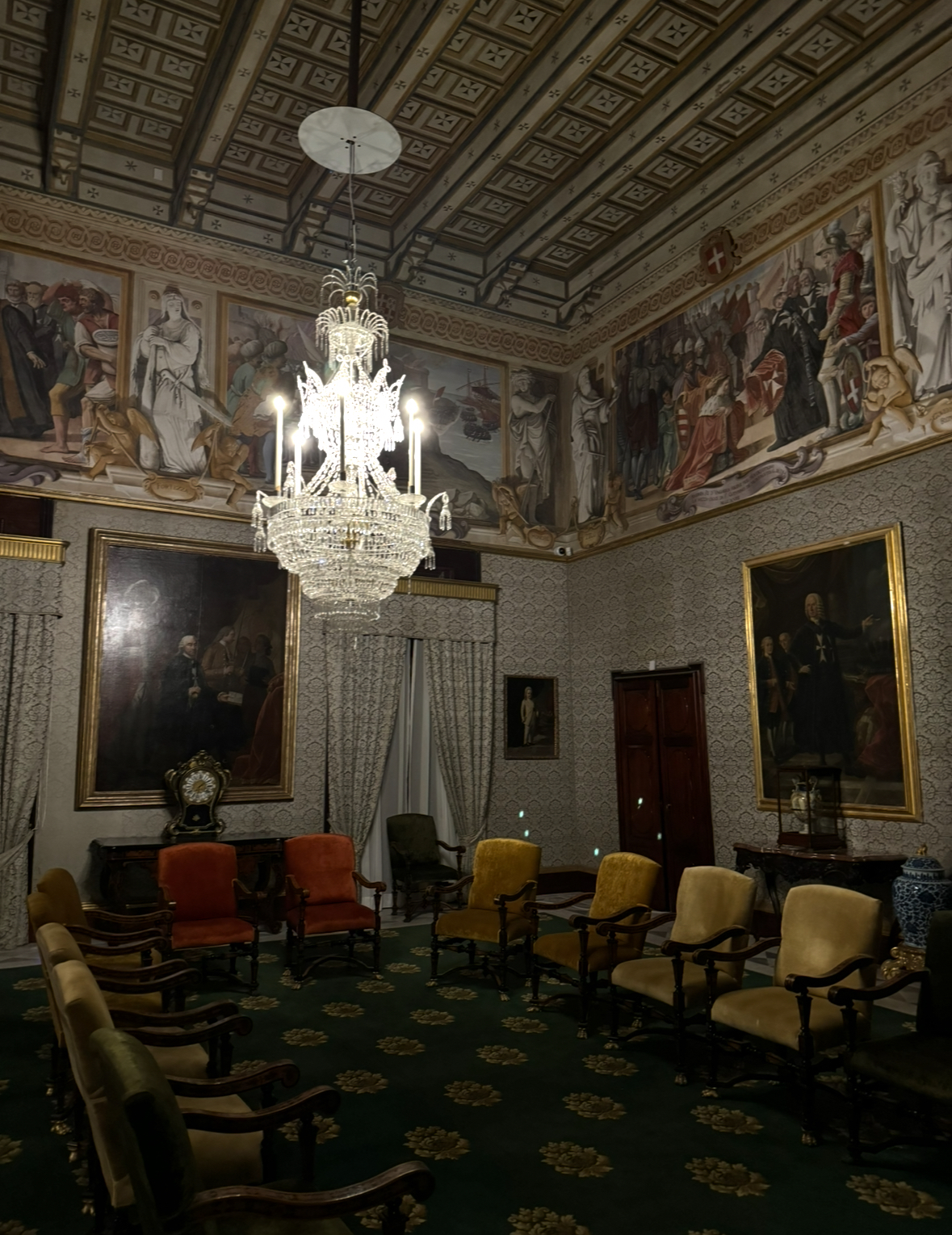
Ett av statsrummen i palatset.
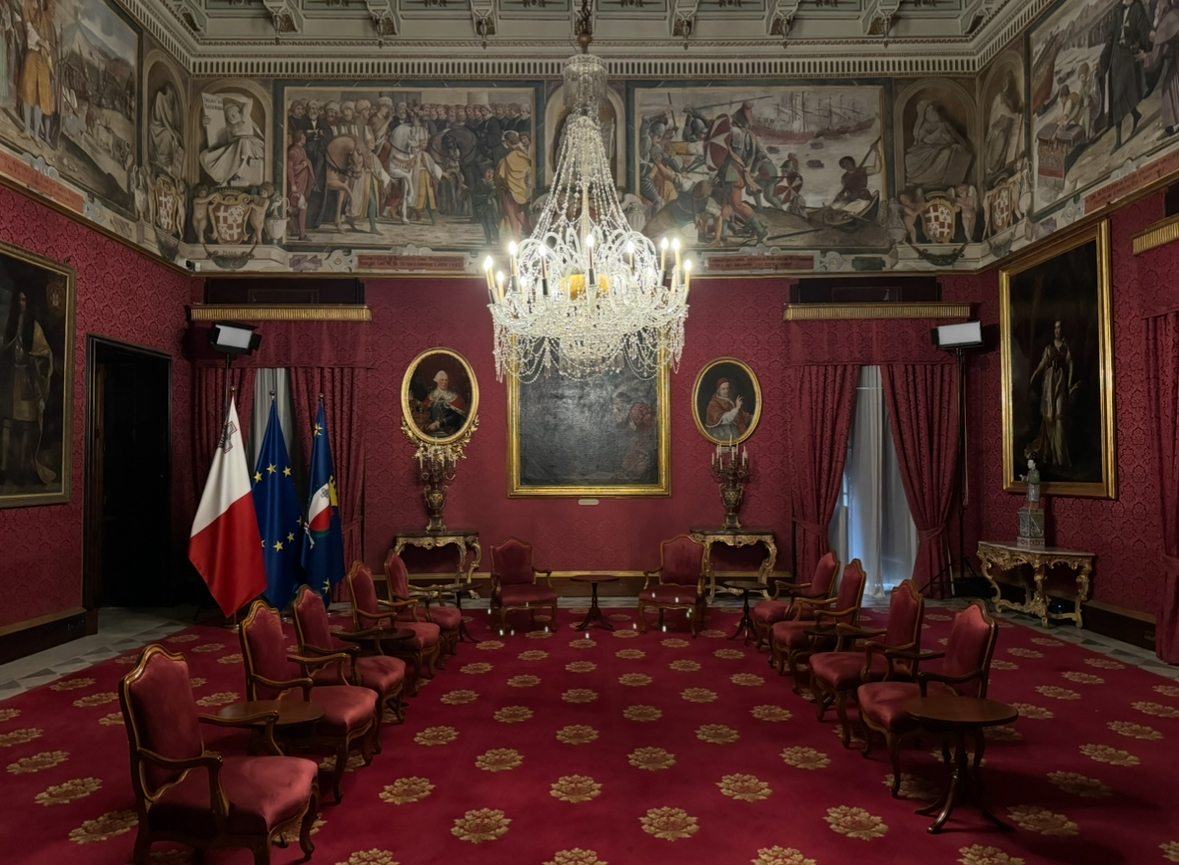
Ett annat statsrum.
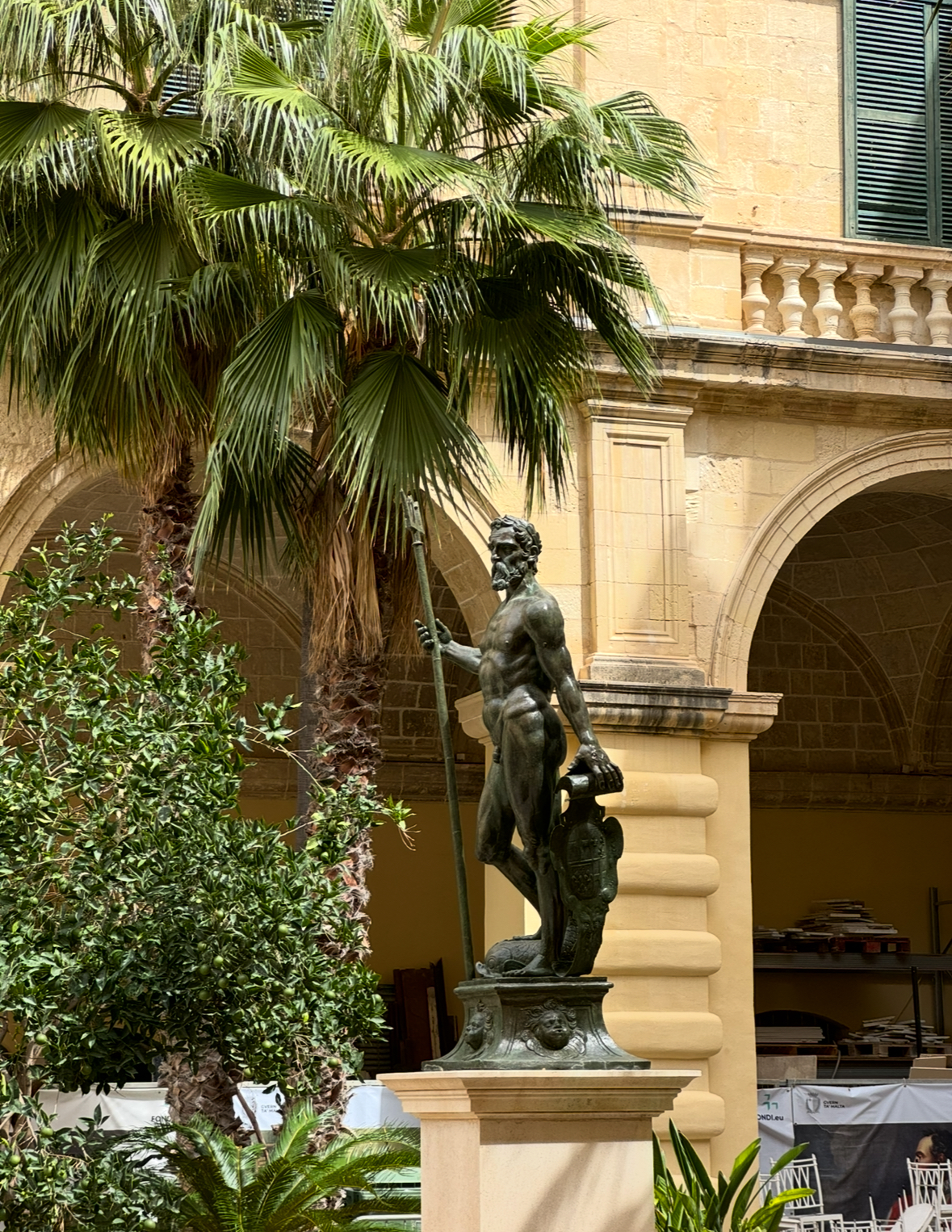
Staty över Neptunus på innergården.
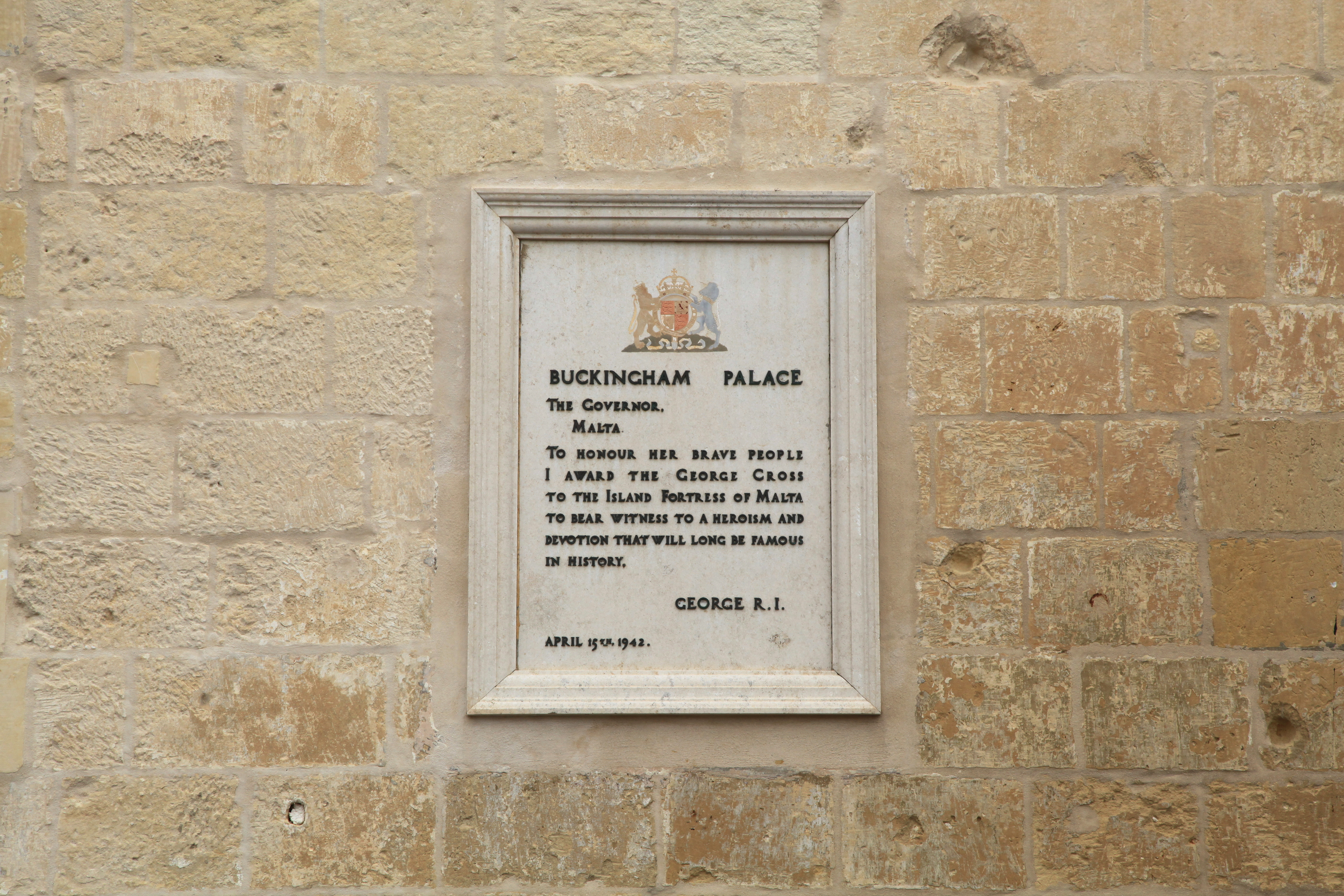
Meddelande från Buckingham Palace på palatsets vägg, där Malta tilldelas Georgskorset som ett erkännande av mod.